# Oceanodroma monteiroi
El paíño de Monteiro (Oceanodroma monteiroi) es una especie de ave procelariforme de la familia Hydrobatidae que se reproduce en el archipiélago de las Azores.

## Taxonomía
La especie fue descrita científicamente en 2008, tras el descubrimiento de dos temporadas distintas de reproducción en el paíño de Madeira (Oceanodroma castro). Inicialmente, se pensaba que ambas poblaciones eran de la misma especie, sin embargo, una población se reproduce durante la estación fría y la otra durante la estación cálida. Un estudio más detallado de estas dos poblaciones encontró diferencias en su morfología y muda. Los análisis de ADNmt encontraron que las dos poblaciones estaban de hecho aisladas genéticamente, y la población que se cría en estación cálida fue elevada al rango de especie, con el nombre binominal Oceanodroma monteiroi. La especie lleva el nombre del biólogo Dr. Luis Monteiro, quien fue el primero en notar las diferencias morfológicas y acústicas entre las dos poblaciones.